# The Gallery
The Gallery è il secondo album pubblicato dal gruppo musicale melodic death metal svedese Dark Tranquillity nel 1995. Un'edizione speciale deluxe è stata pubblicata nel 2004 con un differente booklet e 5 bonus track.

## Tracce
1. Punish My Heaven - 4:47
2. Silence, and the Firmament Withdrew - 2:36
3. Edenspring - 4:31
4. The Dividing Line - 5:01
5. The Gallery - 4:08
6. The One Brooding Warning - 4:14
7. Midway through Infinity - 3:30
8. Lethe - 4:43
9. The Emptiness from Which I Fed - 5:44
10. Mine Is the Grandeur... - 2:27
11. ...Of Melancholy Burning - 6:14
12. Bringer of torture (cover dei Kreator, registrata durante la sessione di "Of Chaos and Eternal Night") *
13. Sacred reich (cover dei Sacred Reich, registrata durante la sessione di "The Gallery") *
14. 22 Acacia avenue (cover degli Iron Maiden, presa dal cd "Made in Tribute") *
15. Lady in black (cover dei Mercyful Fate, presa da "M.F. Tribute CD") *
16. My friend of misery (cover dei Metallica, presa dal cd "Metal Militia") *

- (*)Questi brani si trovano solo sull'edizione speciale "Deluxe"

## Formazione
- Mikael Stanne - voce
- Niklas Sundin - chitarra
- Frederik Johansson - chitarra
- Martin Henriksson - basso, chitarra acustica
- Anders Jivarp - batteria